# Patrick Elias
Patrick Elias (* 9. April 1966 in Basel; † 28. November 2023 in Hamburg) war ein Schweizer Film-, Theater- und Musical-Schauspieler, Sprecher, Synchronsprecher, Regisseur von Videospielen und Schauspieldozent.

## Leben und Karriere
Seine Eltern Gerti Elias, geb. Wiedner, und Buddy Elias und sein Bruder Oliver Elias sind bzw. waren Schauspieler. Bereits als Kind spielte er in Filmen mit und arbeitete als Synchronsprecher.
Elias begann zunächst eine Ausbildung bei einer Bank. Er brach diese jedoch zugunsten einer Schauspielausbildung in Bochum ab. Seit 1990 arbeitete er als Schauspieler, Sprecher für Synchronisation, Hörbücher und Werbung, Regisseur von Videospielen und Schauspieldozent. Im Videospiel Star Wars: The Old Republic sprach er den Jedi-Botschafter, einen der möglichen Spielercharaktere. Mehrere Jahre spielte er in der Musicalproduktion Der König der Löwen Timon das Erdmännchen. Als Sprecher war er unter anderem in Werbespots für T-Home, Renault, Tuc, Stage-Entertainment, Otto, Edeka, Expert, Axe, Škoda und Ikea zu hören.
Elias war in erster Ehe mit der Schauspielerin Michaela Domes (* 1959) verheiratet, das Paar hatte zwei Töchter.

## Filmografie (Auswahl)
- 1988: Rosamunde
- 1993: Durchreise – Die Geschichte einer Firma
- 1995: Tödliche Begegnungen
- 1995: Doppelter Einsatz (Fernsehserie, Folge Noch zwei Tage bis Rio)
- 1996–1999: Die Schule am See
- 1998, 2010: SOKO 5113 (Fernsehserie, 2 Folgen)
- 1997: Dr. Stefan Frank – Der Arzt, dem die Frauen vertrauen (Fernsehserie, Folge Das Leben geht weiter)
- 1996–2006: Der Alte (Fernsehserie)
  - Folge 218 «Schatten der Vergangenheit»
  - Folge 255 «Ein Mord kommt selten allein»
  - Folge 286 «Alles oder Nichts»
  - Folge 304 «Angst»
  - Folge 306 «Racheengel»
  - Folge 313 «Tödliches Schweigen»
- 1999: Großstadtrevier (Fernsehserie, Folge Girlie Gang)
- 2001: Jud Süß – ein Film als Verbrechen?
- 2000: Tatort: Die Frau im Zug
- 2000: Herzschlag – Das Ärzteteam Nord
- 2002: Alphateam – Die Lebensretter im OP (Fernsehserie, Folge Außenseiter)
- 2002: Wolffs Revier (Fernsehserie, Folge Venusfalle)
- 2002: Georg Ritter
- 2003: Die Treuhänderin
- 2003–2006: Siska (Fernsehserie, 3 Folgen)
- 2004: Speer und Er
- 2005: Großstadtrevier (Fernsehserie, Folge Rampensau)
- 2005: Rosa Roth (Fernsehreihe, Folge Im Namen des Vaters)
- 2005: Stubbe – Von Fall zu Fall (Fernsehserie, Folge Schwarze Tulpen)
- 2006: Lüthi und Blanc (3 Folgen)
- 2006: Bloch (Fernsehreihe, Folge Die blaue Stunde)
- 2007: Ein Fall für zwei (Fernsehserie, Folge Schmutzige Hände)
- 2008: Inglourious Basterds
- 2009, 2013: Notruf Hafenkante (Fernsehserie, 2 Folgen)
- 2009: Die Akte Golgatha
- 2018: Tatort: Die Musik stirbt zuletzt